# Norbert Lichý
Norbert Lichý (29. prosince 1964 Ostrava – 16. ledna 2024 Ostrava) byl český herec a hudebník.

## Život
Byl synem režiséra, herce a dramatika Saši Lichého (1925–1986). Již ve svých devíti letech se poprvé objevil na scéně Divadla Petra Bezruče v Ostravě. V 19 letech přijal angažmá v Šumperském divadle. V letech 1986–1987 působil v ostravském Divadle loutek, od r. 1987 byl členem Divadla Petra Bezruče, kde působil jako herec, ale i skladatel scénické hudby. Ve filmu ztvárňoval zpravidla menší role. Působil rovněž v dokumentární tvorbě ostravského studia České televize.
Za roli Mendela Singera ve hře Job (autor Joseph Roth) získal v roce 2009 prestižní divadelní Cenu Thálie v oboru činohra. Na podzim roku 2016 zvítězil v jubilejním 20. ročníku divácké ankety Týdeníku Rozhlas za nejpopulárnější herecké výkony Neviditelný herec, za četbu z románu Motýlek. Za svou poslední divadelní roli v inscenaci hry Floriana Zellera Otec získal Cenu divadelní kritiky a moravskoslezskou Cenu Jantar za mužský herecký výkon.
V dubnu 2024 ho Poslanecká sněmovna PČR navrhla prezidentu republiky Petru Pavlovi na udělení medaile Za zásluhy, ale ten ho však z řady navržených osobností nevybral a mezi vyznamenanými 28. října 2024 nefiguroval.
Norbert Lichý byl svobodný a bezdětný. Jeho bratr Alexandr Lichý se stal přírodovědcem. 

## Divadelní role (výběr)
- 1999 Carlo Goldoni: Sluha dvou pánů, Truffaldino, Divadlo Petra Bezruče, režie: Jiří Seydler
- 2003 F. M. Dostojevskij: Idiot, Parfen Semjonovič Rogožin, Divadlo Petra Bezruče, režie: Sergej Fedotov
- 2008 Joseph Roth, Marta Ljubková: Job, Mendel Singer, Divadlo Petra Bezruče, režie: Martin Františák
- 2008 Molière: Lakomec, Harpagon, Divadlo Petra Bezruče, režie: Zdeněk Dušek
- 2011 Burton Lane, Edgar Yip Harburg, Fred Saidy: Divotvorný hrnec, Vodník Čochtan, NDM Ostrava, režie: Lumír Olšovský
- 2013 Václav Havel: Audience, Sládek, Divadlo Petra Bezruče, režie: Štěpán Pácl
- 2016 Ladislav Fuks, Kateřina Menclerová: Spalovač mrtvol, Kopfrkingl, Divadlo Petra Bezruče, režie: Jakub Nvota
- 2018 Alois a Vilém Mrštíkové: Maryša, Lízal, Divadlo Petra Bezruče, režie: Janka Ryšánek Schmiedtová
- 2023 Florian Zeller: Otec, André, režie: Jan Holec

## Filmografie
- 1988 – Advokát ex offo (TV minisérie, ČR) – Pospíšil
- 1998 – Císař a tambor – postava velitel loupežníků (filmová pohádka, ČR) – náčelník loupežníků
- 1999 – Král ozvěny (TV inscenace, ČR) – komoří
- 1999 – Šumná města (TV cyklus, ČR)
- 1999 – Žena z druhé ruky (TV film, ČR) – právník
- 2000 – Policejní pohádky strážmistra Zahrádky (TV film, ČR) – rváč č. 1
- 2000 – Cestující bez zavazadel (TV film, ČR)
- 2000 – Král ozvěny (TV film, ČR) – komoří
- 2001 – O ztracené lásce (TV seriál, ČR) – loupežník
- 2003 – Městečko (film, ČR) – Klapák
- 2003 – Strážce duší (TV seriál, ČR) – Stáňa Ralský
- 2005 – Sluneční stát (komedie/drama, ČR a SR) – 2. taxikář
- 2006 – Pytlíkov (anim. seriál, ČR, dabing)
- 2006 – Horákovi (TV seriál, ČR) – Tonny
- 2007 – Nesmělý Mikeš (TV film, ČR)
- 2007 – Tři srdce (TV film, ČR) – chamtivec
- 2008 – Comeback (TV seriál, ČR) – Oto Šlus
- 2008 – Hlídač č. 47 (film, ČR) – řezník Kuběna
- 2008 – Jméno (thriller, ČR)
- 2008 – Kriminálka Anděl (TV seriál, ČR) – Josef Kučera
- 2008 – Lovec vodního ticha (film, ČR) – Karhan
- 2009 – Normal (film, ČR) – ras
- 2009 – Klíček (film, ČR) – bachař
- 2009 – Proměny (film, ČR) – směnový mistr
- 2009 – Vyprávěj (TV seriál, ČR) – muž s infarktem ve vlaku
- 2009 – Dům U Zlatého úsvitu (pohádka, TV film, ČR) – soudce Slepička
- 2010 – Kajínek (film, ČR) – Švehla
- 2010 – Ach, ty vraždy! (TV seriál, ČR) – barman v gay klubu
- 2010 – Cesty domů (TV seriál, ČR)
- 2011 – Krysy (film, ČR)
- 2011 – Okno do hřbitova (TV seriál, ČR) – trenér Viktor
- 2011 – Czech Made Man (film, ČR) – výčepní U Srpu
- 2011 – 4teens (TV seriál, ČR) – Jaroslav Černý, otec Kamily
- 2011 – Hranaři (film, ČR) – Ing. Ladislav Šlajf
- 2011 – Lidice (film, ČR) – starosta
- 2012 – Sejít z cesty (TV film, ČR)
- 2012 – Ženy, které nenávidí muže (TV film, ČR) – detektiv Kýhos
- 2012 – Okresní přebor – Poslední zápas Pepika Hnátka (film, ČR) – Míra Kluc
- 2012 – Definice lásky (TV film, ČR) – Ludvík
- 2012 – Signál (film, ČR) – Medek
- 2012 – 7 dní hříchů (film, ČR a SR) – Dohnal
- 2012 – Occamova břitva (TV film, ČR) – nadporučík Bareš
- 2013 – Babovřesky ...aneb z dopisu venkovské drbny (film, ČR)
- 2013 – Cirkus Bukowsky (TV seriál, ČR) – Čingy
- 2014 – Zakázané uvolnění (film, ČR) – řidič kamiónu
- 2014 – Stopy života (TV seriál, ČR) – režisér
- 2014 – Hodinový manžel (film, ČR) – notář
- 2014 – Kdyby byly ryby (pohádka, TV film, ČR) – kat
- 2014 – Princezna a písař (pohádka, TV film, ČR) – Stach
- 2014 – Vinaři (TV seriál, ČR) – Straka
- 2015 – Doktor Martin (TV seriál, ČR) – Antonín Brázda (jako instalatér a později restauratér)
- 2015 – Přístav (TV seriál, ČR) – Herbert Ouško
- 2015 – Svatojánský věneček (TV film, ČR) – učitel
- 2016 – Ohnivý kuře (TV seriál, ČR) – probační úředník Macátko
- 2016 – Já, Mattoni (TV seriál, ČR) – radní Jan Petr Knoll
- 2016 – Hlas pro římského krále (TV film, ČR) – Wolfram z Julichu
- 2016 – Ostravak Ostravski (film, ČR) – naštvaný soused
- 2017 – Lajna (Online seriál, ČR) – rolbař Zbyňa
- 2017 – Život a doba soudce A. K.2 (TV seriál, ČR) – Sochor
- 2017 – Dobrodruzi (film, ČR a ČLR)
- 2017 – Muzzikanti (film, ČR) – farář
- 2018 – Hasičárna Telecí (Online seriál, ČR) – Bohdan
- 2018 – Rédl (TV seriál, ČR) – posunovač Antonín
- 2018 – Hmyz (film, ČR)
- 2018 – Hastrman (film, ČR) – nadlesní Kabelatsch
- 2018 – Záhada v Beskydech (TV film, ČR) – Antonín Brázda (jako hospodský)
- 2019 – Strážmistr Topinka (TV seriál, ČR) – Antonín Brázda (jako hospodský)
- 2019 – Lajna (Online seriál, ČR) – rolbař Zbyňa
- 2019 – Léto s gentlemanem (film, ČR)
- 2019 – Amnestie (film, ČR a SR) – Juračka
- 2020 – Daria (film, ČR) – vyšetřovatel z odboru hospodářské kriminality
- 2020 – Promlčeno (film, ČR) – nepotrestaný vrah
- 2020 – Slunečná (TV seriál, ČR) – Aleš Řehák
- 2021 – Dvojka na zabití (TV seriál, ČR) – kpt. Josef (Pepa) Dlouhý
- 2022 – Bandité pro Baladu (film, ČR)
- 2023 – Eliška a Damián (TV seriál, ČR)

## Práce pro rozhlas
- 2020 – Albert Cossery: Hrdí žebráci, Český rozhlas Ostrava, sedmidílná četba na pokračování z roku 2020. Z překladu Evy Balcarové pro rozhlas připravili Marek a Klára Pivovarovi. V režii Tomáše Soldána četl Norbert Lichý.[9]

## Audioknihy
- 2017 – Smrt je mým řemeslem (edice Mistři slova, nakladatelství Bookmedia/Audiotéka).
- 2017 – Den trifidů (15 dílů, režie Tomáše Soldán, Český rozhlas Ostrava)[10].
- 2024 - Životice: obraz (po)zapomenuté tragédie (společně se Zuzanou Truplovou). Režie Tomáš Soldán, vydal Radioservis.

## Hudba
- O princezně, která ráčkovala
- Misery
- Mária Sabina
- Morálka paní Dulské
- Idiot
- Švejk OFF
- Královna Koloběžka
- Rozmarné léto
- Mladá garda v letech jungle – ruská krasavice fragmentárně odhalena
- V tureckém zajetí aneb plodná lásky snaha
- Zamilovaní ptáci
- O rybáři a jeho ženě
- Sluha dvou pánů
- Ryba ve čtyřech
- Usměvavý syn
- Jak měl Rumcajs Cipíska
- Divnopis
- Motýlek